# Witzná
Witzná (también Huitzná), es un yacimiento arqueológico maya que data del periodo clásico mesoamericano, ubicado en el noreste de Guatemala, en la región del Petén.

## Localización
Se localiza muy cerca de la confluencia de los ríos Holmul e Ixcanrío en las proximidades de otro yacimiento arqueológico denominado Chanchich II. Está en lo que se conoce como Dominio de Holmul.

## Arqueología
El sitio consta de una acrópolis, con varios palacios, dos de ellos de 2 niveles, además de varios templos y un campo de juego de pelota. Tiene también una calzada (sacbé) que une la acrópolis a un complejo de esculturas en donde hay un edificio de 8 m de altura y donde se encuentran 3 estelas y 2 altares. Hay asimismo un área residencial que se encuentra al este del yacimiento.